# انجمن بازاریابی آمریکا
انجمن بازاریابی آمریکا (به انگلیسی: American Marketing Association)، انجمنی تخصصی برای متخصصین بازاریابی است که در سال ۲۰۱۲ میلادی دارای ۳۰٬۰۰۰ عضو بوده‌است. این انجمن شامل ۷۶ شاخهٔ حرفه‌ای و ۲۵۰ شاخهٔ دانشگاهی است.
تأسیس این انجمن به سال ۱۹۳۷ برمی‌گردد؛ جایی که با ادغام دو انجمن فعال آن زمان در زمینهٔ بازاریابی (انجمن ملی مدرسان بازاریابی و انجمن بازاریابی آمریکا (به انگلیسی: American Marketing Society))، این انجمن تشکیل شد.
در حال حاضر، مجلات معتبر علمی-پژوهشی در زمینهٔ بازاریابی توسط این انجمن منتشر می‌گردد.